# Prix Vittorio De Sica

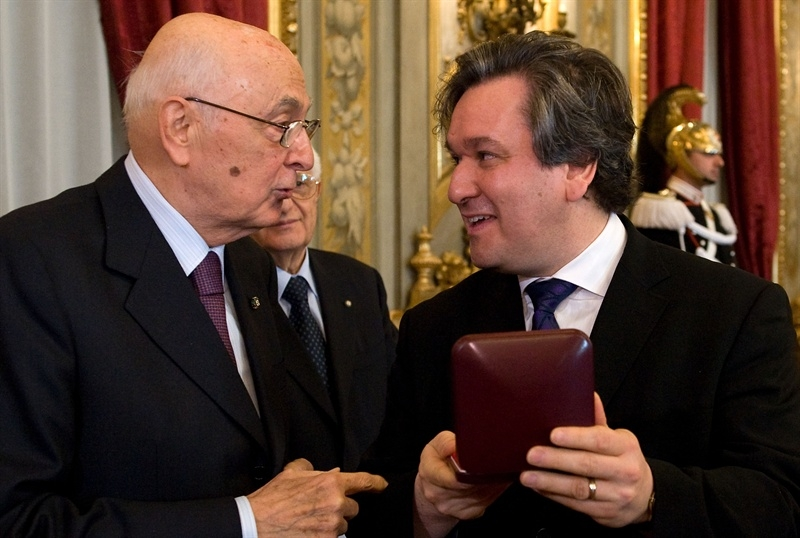
Le président de la République Giorgio Napolitano remet le prix Vittorio De Sica pour la musique au chef d'orchestre Antonio Pappano en 2010.

Le prix Vittorio De Sica (Premio Vittorio De Sica) est un prix établi en 1975 par le critique de cinéma Gian Luigi Rondi. Ce prix sous le haut patronage du président de la République est décerné chaque année aux personnalités, italiennes ou non, qui se sont distinguées dans leur carrière entière aussi bien qu'au cours de l'année passée dans les arts, la culture, les sciences et la société. Il consiste en une médaille réalisée par le sculpteur Pericle Fazzini.

## Récipiendaires célèbres
Parmi les récipiendaires célèbres du prix, on compte : Vittorio De Sica, Ingmar Bergman, Marcello Mastroianni, Alberto Sordi, Mariangela Melato, Ennio Morricone, Mario Cecchi Gori, Luigi De Laurentiis, Federico Fellini, Akira Kurosawa et, plus récemment, Vittorio Garatti, Alessandro Baricco, Luis Bacalov, Giorgio Faletti, Ferzan Özpetek, Luciana Littizzetto, Guido Strazza et Aldo Ciccolini.

## Refus
Le 29 septembre 2015, l'écrivain Stefano Benni refuse le prix en protestation contre le manque d'attention donnée au financement de la culture du gouvernement Renzi.

### Crédits de traduction
- (it) Cet article est partiellement ou en totalité issu de l’article de Wikipédia en italien intitulé « Premio Vittorio De Sica » (voir la liste des auteurs).